# XVII. Parteitag der WKP (B)

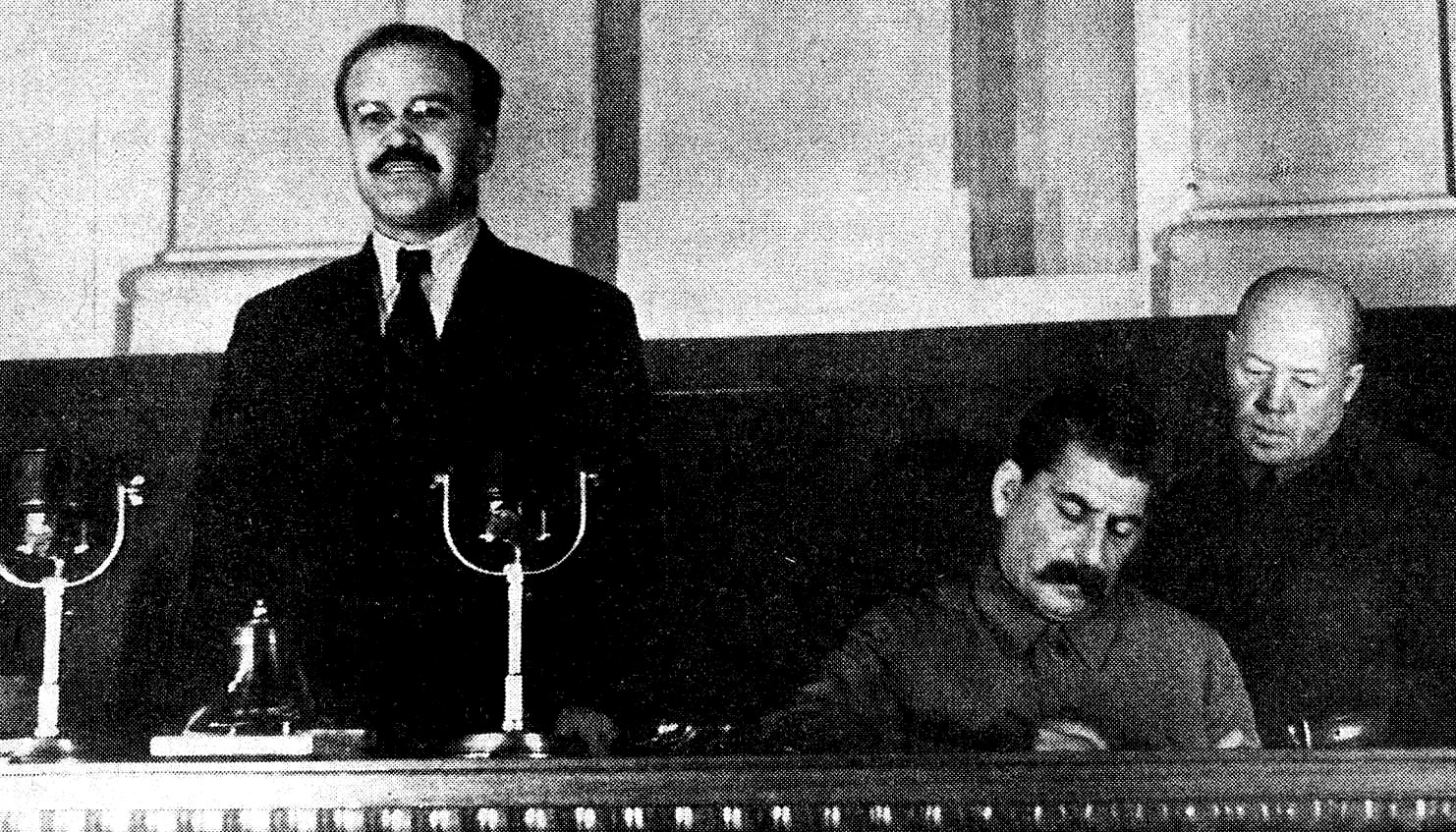
Von links nach rechts: Molotow, Stalin und Poskrjobyschew auf dem XVII. Parteitag

Der XVII. Parteitag der WKP (B) wurde vom 26. Januar bis 10. Februar 1934 in Moskau abgehalten und als „Parteitag der Sieger“ tituliert. Er fand dreieinhalb Jahre nach dem XVI. Parteitag der Kommunistischen Partei der Sowjetunion (Bolschewiki) statt, auf dem die Durchführung des ersten Fünfjahrplans beschlossen wurde.

## Hintergrund
Dem Parteitag vorausgegangen waren große Anstrengungen zur Industrialisierung der Sowjetunion und die Zwangskollektivierung der Bauern. Diese Maßnahmen verursachten die Hungersnot von 1932–33 die nach verschiedenen Schätzungen 5 bis 9 Millionen Hungertote forderte, besonders viele in der Ukraine und Kasachstan.

## Vorbereitung
Der 26. Januar 1934 wurde für die Eröffnung des Parteitages ausgewählt, weil es der zehnte Jahrestag von Stalins Gelöbnisrede bei der Beerdigung Lenins war. In einem Gedenkartikel der Prawda hieß es dazu: „Das Jahrzehnt seit Lenins Tod war ein Jahrzehnt gewaltiger Arbeit, das Jahrzehnt des historischen Sieges des Leninismus.“

## Stalins Rechenschaftsbericht
In seinem Rechenschaftsbericht betonte Stalin vor 1225 Delegierten die Erfolge der KPdSU und der Sowjetunion. Stalin arbeitete den Entwurf des Berichtes entscheidend um und schrieb mehrere Seiten neu, um die unter seiner Führung erzielten Leistungen noch stärker hervorzuheben.
Stalin verkündete, der Fünfjahresplan sei ein voller Erfolg. Er verglich den Zustand der Sowjetunion mit der Lage in den kapitalistischen Ländern, die von der Weltwirtschaftskrise heimgesucht wurden. Die Beseitigung der Ausbeutung, der Arbeitslosigkeit in der Stadt und des Elends auf dem Dorf seien historische Errungenschaften, die sich die Arbeiter und Bauern auch der ›demokratischen‹ Länder nicht einmal träumen lassen könnten.
Er berichtete, dass Tausende von neuen Industriebetrieben die Arbeit aufgenommen hätten. Innerhalb von dreieinhalb Jahren nach dem XVI. Parteitag habe die Industrie den Produktionsausstoß verdoppelt. Völlig neue Industriezweige seien geschaffen worden: Werkzeugmaschinenbau, Automobil- und Traktorenwerke, Chemiefabriken, Motoren- und Flugzeugwerke, die Herstellung von Mähdreschern, synthetischem Kautschuk und Kunstfasern.
Hinsichtlich der Landwirtschaft verwies Stalin darauf, dass mehr als 200.000 Kolchosen und 5.000 Sowchosen gegründet worden seien. Er räumte jedoch ein, die Entwicklung der Landwirtschaft gehe um ein Vielfaches langsamer als die der Industrie voran. Es seien auf diesem Gebiet erst die Voraussetzungen für einen Aufschwung geschaffen worden.
Er erklärte, das Land nähere sich der klassenlosen Gesellschaft. Diese könne aber nur durch Stärkung der Organe der Diktatur des Proletariats und verschärften Klassenkampf verwirklicht werden. Obwohl er verkündete, praktisch alle Überreste der Ausbeuterklassen seien liquidiert worden, warnte er, dass noch Reste der feindlichen Ideologie in den Köpfen einzelner Parteimitglieder lebten. Man müsse bereit sein, diese auszumerzen.

## Redebeiträge
An dem Parteitag nahmen auch die einstigen innerparteilichen Gegner Stalins teil, die sich inzwischen unterworfen hatten. Alle stellten ihre einstige Gegnerschaft als Fehler dar und waren voll des Lobes für Stalin, der von Anfang an den richtigen Kurs eingeschlagen und in allen Punkten recht behalten habe.
Tomski zum Beispiel erklärte, Stalin sei der allerglänzendste der Schüler Lenins gewesen, „derjenige, der am weitesten blicken konnte, derjenige, der unbeirrt die Partei auf den richtigen Weg führte, auf den Weg Lenins, derjenige, der uns mit harter Hand prügelte, derjenige, der theoretisch und praktisch auf den Kampf gegen die Opposition am besten vorbereitet war.“
Chruschtschow und Schdanow betitelten Stalin erstmals als „genialen Führer“ (russisch: вождь, vožd’, woschd), ausländische Delegierte wie Dolores Ibárruri und Béla Kun schrieben ihm die Rolle eines Führers des Weltproletariates zu.
Kirow sagte: „Nach meiner Auffassung wäre es richtig und auf jeden Fall für die Sache äußerst zweckmäßig, alle Gedanken und Schlußfolgerungen des Rechenschaftsberichtes des Genossen Stalin zum Gesetz der Partei zu erheben.“ In der Tat fasste der Parteitag den neuartigen Beschluss, dass alle Parteiorganisationen „die von Genossen Stalin vorgetragenen Vorschläge und Aufgaben ihrer Arbeit zugrunde legen“ sollten.

## Die Wahlen

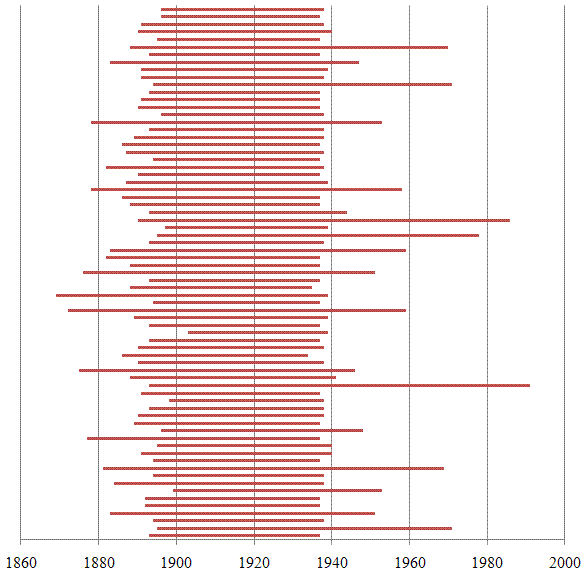
Lebenszeiten der vom XVII. Parteitag der KPdSU 1934 gewählten ZK-Mitglieder

Am letzten Tag standen geheime Wahlen der Mitglieder des ZK und der neuen Organe der Kommissionen für Partei- und Staatskontrolle an. Die personelle Zusammensetzung der Führungsorgane war im Politbüro im Voraus abgestimmt worden. Dennoch stimmten nach den Angaben Mikojans in dessen Erinnerungen von den 1225 Delegierten bei der Neuwahl der ZK-Mitglieder drei gegen Kirow und rund 270 gegen Stalin. Umgehend wurde die Zahl von Stalins Gegenstimmen auf drei reduziert und eine Vernichtung der übrigen Stimmzettel beschlossen. Eine Sonderkommission des Zentralkomitees, die nach der Geheimrede Chruschtschows auf dem XX. Parteitag der KPdSU 1957 die Akten des XVII. Parteitages prüfte, stellte fest, dass 267 Stimmzettel fehlten.
Von einer Neuwahl Stalins zum Generalsekretär wurde abgesehen. In Zukunft wurde er nie mehr als Generalsekretär bezeichnet, was aufgrund seiner Machtfülle auch nicht nötig war. Eine Gruppe alter Bolschewiki soll Kirow zum Generalsekretär vorgeschlagen haben.
Mikojans Tagebuch zufolge, das 1987 auszugsweise veröffentlicht wurde, hatte Stalin „für diesen Parteitag und natürlich für Kirow persönlich nur Feindseligkeit und Rachedurst übrig“.
In das Zentralkomitee wurden 71 Mitglieder und 58 Kandidaten gewählt.
Von den 1996 anwesenden Parteimitgliedern wurden 1108 verhaftet und ungefähr zwei Drittel in den folgenden drei Jahren exekutiert, größtenteils während des „Großen Terrors“ 1937/38. Von den 139 gewählten ZK-Mitgliedern und Kandidaten wurden dabei 98 exekutiert. Von den verbleibenden 41 wurden nur 24 beim XVIII. KPdSU-Parteitag in das ZK wiedergewählt.